# 위치토 주립 대학교

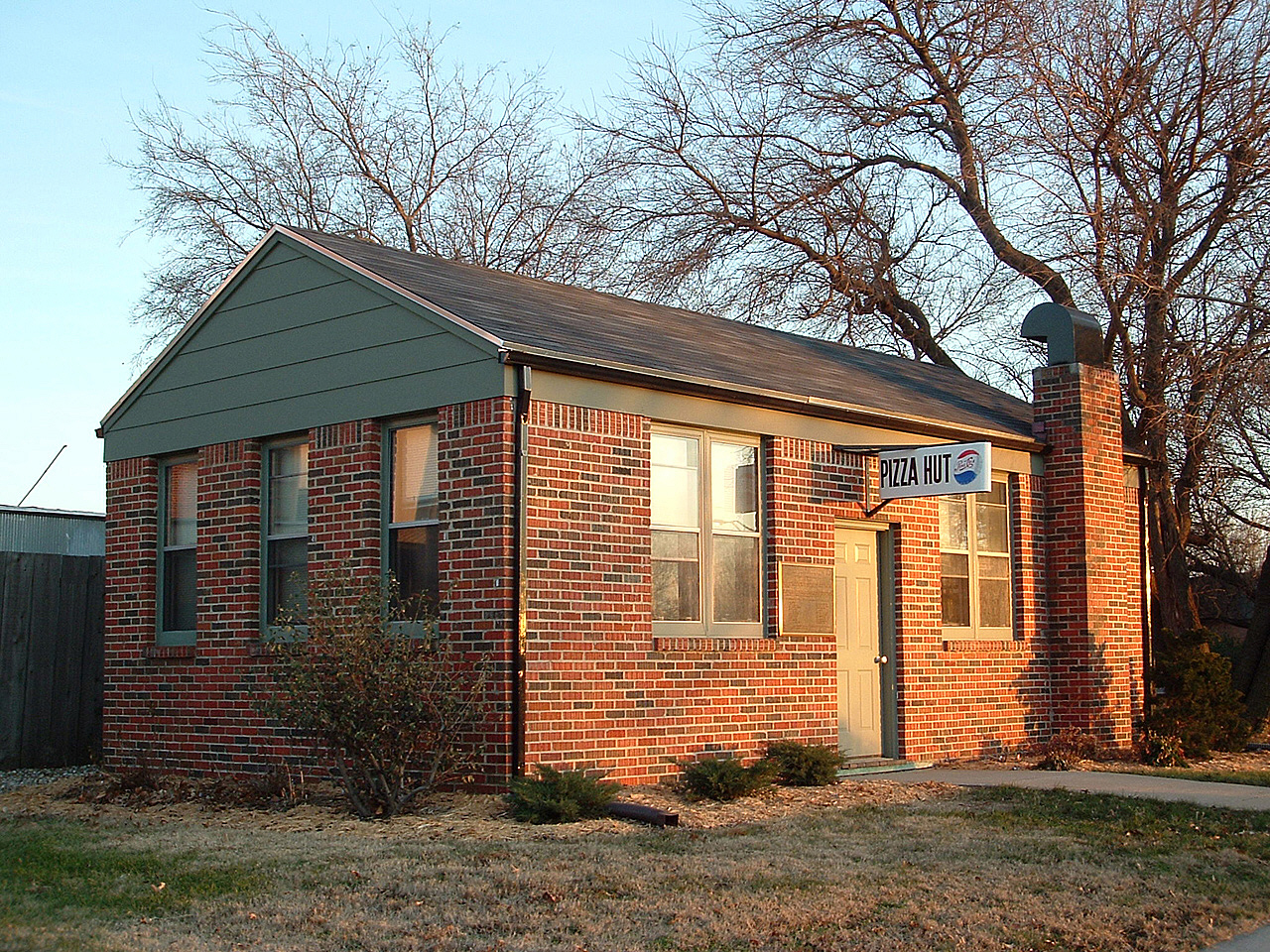
1958년 6월 15일 위치타 주립 대학교 캠퍼스에 개장한 최초의 피자헛 건물.

위치토 주립 대학교(Wichita State University, WSU, 위치타 주립 대학교)는 미국 캔자스주 위치토의 주립 연구 대학교의 하나이다.

## 역사
위치토 주립 대학교는 1886년 조지프 호머 파커 목사(Rev. Joseph Homer Parker)에 의해 회중 예비학교로서 시작했다.

## 학부
- W. Frank Barton School of Business
- College of Education
- College of Engineering
- College of Fine Arts
- College of Health Professions
- Fairmount College of Liberal Arts and Sciences

## 운동

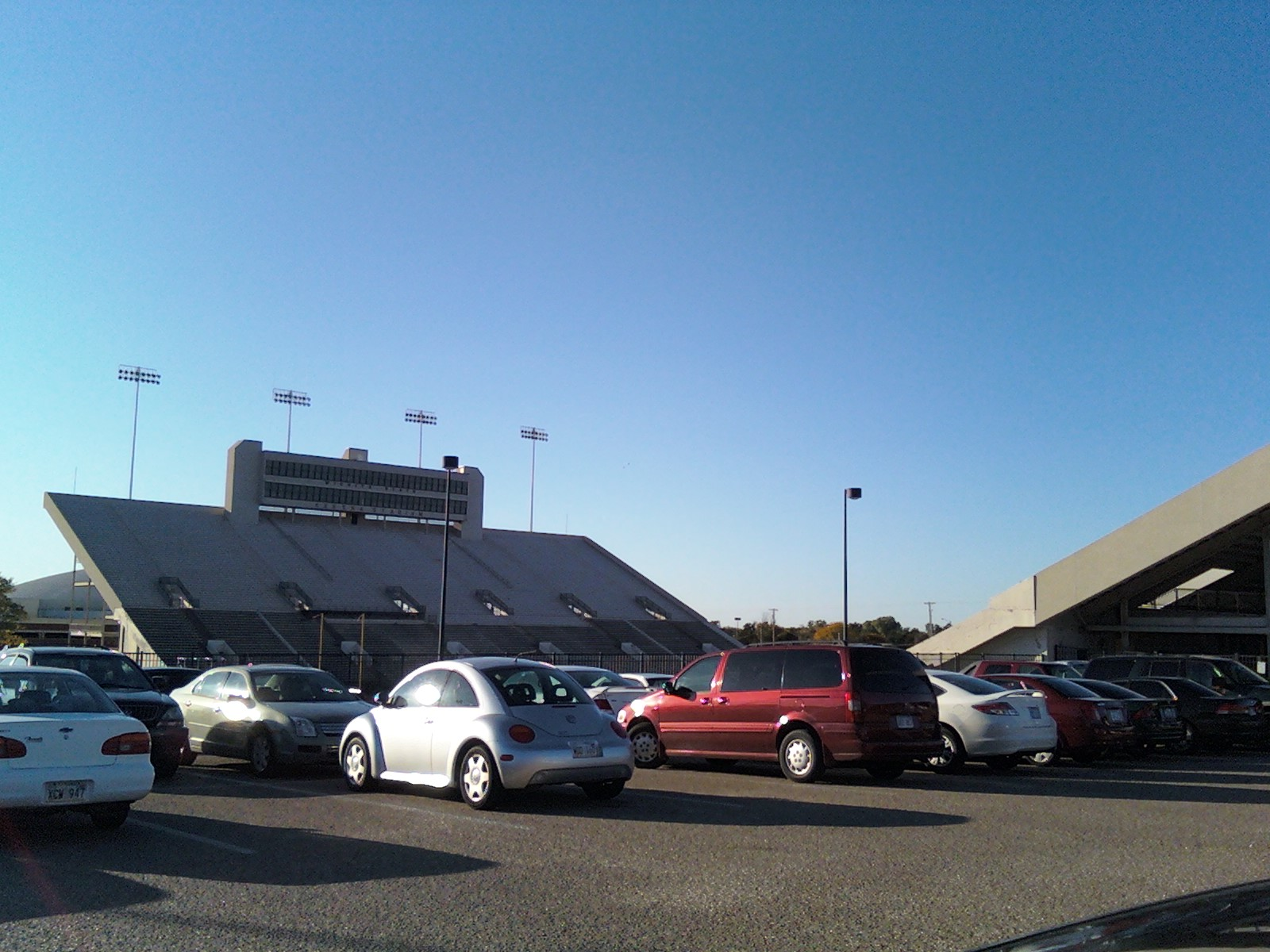
Cessna Stadium. (2010년)